# Das Wunderbuch
Das Wunderbuch ist ein Märchen. Es steht in Ulrich Jahns Volksmärchen aus Pommern und Rügen an Stelle 58.

## Inhalt
Der Junge will nicht mehr des Edelmanns Schweine hüten. Seine Mutter muss mit ihm etwas anderes suchen. Ein feiner Herr in einer Kutsche bietet 300 Taler Jahreslohn. Der Bub soll täglich elf Zimmer fegen, das zwölfte aber ja nie betreten. Er bleibt drei Jahre. Am letzten Morgen schaut er doch hinein. Da ist ein Rabe an die Wand genagelt. Er gibt ihm Wasser, da fliegt er fort. Ein kleines Buch fällt zu Boden und lässt sich nicht mehr aufs Brett stellen. Der Herr hat den Verrat bemerkt, aber gibt ihm ein Goldkleid zum Lohn. Die Mutter erkennt ihn erst nicht, erzählt es dann allen. Der Bub kauft vom Edelmann Moor- und Bergland. Aus dem Buch kommt ein schwarzer Kerl, der ihm daraus Ackerland macht und das schönste Schloss baut. Der König gibt ihm seine Tochter zur Frau. Doch ein eifersüchtiger General horcht sie aus, klaut das Buch und versetzt das Schloss unter die Erde. Der Junge sucht. Der Westwind trägt ihn zum Ostwind, der zum Süd-, der zum Nordwind, keiner weiß, wo es ist. Die Königin des Wassers bringt ihn zur Königin der Erde. Deren eine Maus kennt das Schloss, führt ihn hin und klaut dem General das Buch unterm Kopfkissen weg. Das Schloss kommt zurück, der General wird gerichtet.

## Herkunft
Jahn gibt an: „Mündlich aus Petznick, Kreis Pyritz.“ Er vergleicht ein Märchen „aus dem Bütower Kreise“ in Knoops „Volkssagen etc. aus dem östlichen Hinterpommern“: Der Junge sieht vom zwölften Zimmer aus einen Specht, schießt ihn, das Buch geht im Fallen auf, der schwarze Kerl zeigt sich. Der Minister versetzt das Schloss in eine Grube, die nicht Sonne noch Mond bescheint. Der Junge erhält dann von Riesen einen Wunschmantel und einen Wunschstiefel. Der Riesenkönig herrscht über Fische, Vögel und Mäuse. Eine Maus führt den Jungen an einem Faden durch die Dunkelheit und holt das Buch. Knoop schickte Jahn noch eine Variante von „Herrn Lehrer Archut in Wusseken“: Ein armer Tagelöhnerjunge findet im Wald einen Herrn, der ihn in Dienst nimmt, wenn er nicht lesen kann. Er soll Bücher abstauben. Eins fällt herab, ein weißer Geist kommt heraus. Ein Diener der jungen Königin versetzt das Schloss nach Düsterland und den Jungen in Schlamm. Er kommt zu einem Schäfer, dessen Bruder ist der Rattenkönig, noch einer der Mäusekönig, er erhält magische Stiefel, Hut und Mantel. Der Geist setzt das Schloss zurück, der alte König tötet zornig den Diener. In Klein-Kübbelkow (Sehlen) auf Rügen erzähle man, wie der Junge die Bücher putzt, bis er neugierig wird und eins öffnet, sich von der Stimme aber nur Braten wünscht, weshalb der Herr ihm dann das Buch schenkt.
Vgl. Jahns folgendes Märchen Der Zauberring und das Zauberschloss. Die verbotene Tür ähnelt Die Prinzessin auf dem Baum, das Buch Zauberbüchern in Märchen wie Bechsteins Der Zauberwettkampf, die Tierhelfer Grimms Die treuen Tiere und anderen. Ein Wunderbuch hat auch Wolfs Die drei Königskinder, helfende Mäuse Jahns Die beiden Försterskinder.